# تامي غارسيا
تامي غارسيا (بالإنجليزية: Tammy Garcia)‏ هي صانعة الفخار أمريكية، ولدت في 27 أغسطس 1969 في لوس أنجلوس في الولايات المتحدة.